# Modi'in-Maccabim-Re'ut
Modi'in-Maccabim-Re'ut (tiếng Do Thái: מודיעין-מכבים-רעות, tiếng Ả Rập: موديعين مكابيم ريعوت) là một thành phố của Israel. Thành phố Modi'in-Maccabim-Re'ut thuộc quận Trung tâm. Thành phố Modi'in-Maccabim-Re'ut có diện tích km2, dân số là 74.300 người (năm 2010). Thành phố nằm gần như trung độ giữa Tel Aviv và Jerusalem. Thành phố được lập năm 2003 thông qua sự hợp nhất Modi'in và Maccabim-Re'ut. 